# 愛知県立刈谷東高等学校
愛知県立刈谷東高等学校（あいちけんりつかりやひがしこうとうがっこう）は、愛知県刈谷市にある県立の公立高等学校。

## 設置課程・学科
- 昼間定時制課程：普通科（Aコース・Bコース）(3年卒業コース・4年卒業コース)
- 夜間定時制課程：機械科（三修制あり）
- 通信制課程：普通科

## 概要
全日制普通科はなく、定時制と通信制の２つの教育課程がある。
通信制課程は三河地区唯一で、分校制度はなく本校でスクーリングを受講をする。
定時制課程は、創立時からの夜間定時制と昼間定時制に分かれている。
夜間定時制は、1999年（平成11年）度に普通科が募集停止になり、2020年現在は機械科のみである。
昼間定時制は、創立時は設けられていなかったのを新設したものである。午前9時始業のAコースと午前11時始業のBコースに分かれており、2年次からは授業を6時限履修できる。
全校で単位制を導入しており、学年制はない。
本校は、定時制課程は他都県にある三部制定時制ではないが、卒業に必要な単位は定時制、通信制とも広く認定しており、他校で得られた単位、在籍課程と異なる課程の科目の単位、高等学校卒業程度認定試験の合格科目を卒業に必要な単位として加算することができる。
一方で、愛知県内の公立定時制他校の生徒が、三修制に必要な単位の修得のため、本校通信制の科目を履修している。

## アクセス
- JR東海道本線・名鉄三河線 刈谷駅南口から徒歩で約15分。
- JR東海道本線 野田新町駅から徒歩で約12分。

## 著名な卒業生
- 重見高好（陸上競技選手）
- 永井理子（女優、モデル）